# Bergs Timber
Bergs Timber AB är ett svenskt, tidigare börsnoterat, ägarbolag inom träförädling med säte i Stockholm. Det grundades 1919 under namnet CF Berg & Co. och har numera verksamhet i Sverige, Estland, Lettland, Polen och Storbritannien. I Sverige har företaget anläggningar i bland andra Nybro (träskydd) och Fågelfors (hyvleri, pellets). Huvudägare är isländska Norvik hf.
År 2018 köpte Bergs Timber Norviks träindustriföretag i Lettland, Estland och Storbritannien.
Bergs Timber köpte 2019 Fågelfors Hyvleri.
Bergs Timbers aktie var noterad på Stockholmsbörsen 1984–2023. 
Bergs Timber avnoterades från Stockholmsbörsen med sista handelsdag den 21 december 2023.